# Heinrich Dedo von Schenck
Heinrich Dedo Karl von Schenck (Schloss Mansfeld, 11. veljače 1853. – Wiesbaden, 28. travnja 1918.) je bio njemački general i vojni zapovjednik. Tijekom Prvog svjetskog rata zapovijedao je XVIII. korpusom na Zapadnom bojištu.

## Vojna karijera
Heinrich Dedo von Schenck rođen je 11. veljače 1853. u Schloss Mansfeldu. Schenck je najprije u svibnju 1870. stupio u mornaricu, da bi se mjesec dana poslije u lipnju premjestio u prusku vojsku stupivši kao kadet u 2. gardijsku grenadirsku pukovniju koja je bila smještena u Berlinu. S navedenom pukovnijom sudjeluje u Prusko-francuskom ratu u kojem je odlikovan Željeznim križem. Nakon završetka rata i dalje služi u 2. gardijskoj grenadirskoj pukovniji s time da od ožujka 1875. pohađa vojnu streljačku školu u Berlinu. U studenom 1877. unaprijeđen je u čin poručnika, dok od listopada 1878. pohađa Prusku vojnu akademiju. Nakon završetka iste, vraća se u 2. gardijsku grenadirsku pukovniju u kojoj u srpnju 1879. postaje pobočnik. U rujnu 1881. prelazi na službu u 4. gardijsku brigadu, nakon čega od svibnja 1883. služi u Glavnom stožeru. U travnju 1884. ponovno se vraća na službu u 2. gardijsku grenadirsku pukovniju i to kao zapovjednik satnije. U svibnju te iste godine dostiže čin satnika, dok je u rujnu 1892. promaknut u čin bojnika. Godinu dana poslije, u listopadu 1893., postaje zapovjednikom bojne u 2. gardijskoj grenadirskoj pukovniji, da bi u siječnju 1899. bio promaknut u potpukovnika. Mjesec dana poslije, u veljači, premješten je na službu u stožer 2. gardijske pukovnije smještene u Stettinu.
U travnju 1901. Schenck je imenovan zapovjednikom 1. gardijske grenadirske pukovnije, nakon čega je mjesec dana poslije promaknut u pukovnika. U siječnju 1905. imenovan je glavnim inspektorom vojnih škola za pješaštvo, dok je u travnju 1905. promaknut u general bojnika, te upućen u Maroko kao posebni njemački izaslanik tijekom prve Marokanske krize. Nakon povratka iz Maroka još jedno vrijeme obnaša dužnost inspektora vojnih škola, da bi u ožujku 1908. bio imenovan zapovjednikom 2. gardijske divizije zamijenivši na tom mjestu Reinharda von Scheffer-Boyadela. Istodobno je promaknut i u čin general poručnika. Godinu dana poslije, u travnju 1909., Schenck je imenovan pobočnikom cara Vilima II. U listopadu 1911. postaje zapovjednikom 14. pješačke divizije smještene u Düsseldorfu. Navedenu dužnost obnaša do rujna 1912. kada je promaknut u čin generala pješaštva, te imenovan zapovjednikom XVIII. korpusa sa sjedištem u Frankfurtu zamijenivši na tom mjestu Hermanna von Eichhorna. Na navedenoj dužnosti nalazi se i na početku Prvog svjetskog rata. 

## Prvi svjetski rat
Na početku Prvog svjetskog rata XVIII. korpus se nalazio u sastavu 4. armije kojom je na Zapadnom bojištu zapovijedao vojvoda Albrecht. Schenck zapovijedajući XVIII. korpusom sudjeluje borbama oko Longliera i na Meusi, te u Prvoj bitci na Marni. Početkom 1916. korpus ulazi u sastav 5. armije u sklopu koje sudjeluje u Verdunskoj bitci. Sredinom rujna te iste godine korpus je premješten u sastav 1. armije, te Schenck sudjeluje u Bitci na Sommi. Za uspješno zapovijedanje tijekom borbi kod Verduna i na Sommi Schenck je 4. listopada 1916. odlikovan ordenom Pour le Mérite.

## Smrt
Početkom 1917. Schenck se razbolio, te je zbog bolesti napustio mjesto zapovjednika XVIII. korpusa. Najprije se nalazio na dopustu, da bi u veljači bio stavljen na raspolaganje. Preminuo je 28. travnja 1918. godine u 66. godini života u Wiesbadenu. Bio je oženjen s Helenom von Wardenberg s kojom je imao tri sina i jednu kćer.

## Vanjske poveznice
(eng.) Heinrich Dedo von Schenck na stranici Prussianmachine.com

(njem.) Heinrich Dedo von Schenck na stranici Deutschland14-18.de